# Orthotrichum pyriforme
Orthotrichum pyriforme là một loài rêu trong họ Orthotrichaceae. Loài này được Opiz mô tả khoa học đầu tiên năm 1852.
Danh pháp khoa học của loài này chưa được làm sáng tỏ. 